# Вандерборгт, Карл-Эрик
Карл-Эрик Вандерборгт (нидерл. Carl-Eric Vanderborght, 7 мая 1951) — бельгийский хоккеист (хоккей на траве), защитник.

## Биография
Карл-Эрик Вандерборгт родился 7 мая 1951 года.
Играл в хоккей на траве за «Рояль Леопольд» из Брюсселя.
В 1972 году вошёл в состав сборной Бельгии по хоккею на траве на Олимпийских играх в Мюнхене, занявшей 10-е место. Играл на позиции защитника, провёл 8 матчей, забил 2 мяча (по одному в ворота сборных Аргентины и Малайзии).
В 1976 году вошёл в состав сборной Бельгии по хоккею на траве на Олимпийских играх в Монреале, занявшей 9-е место. Играл на позиции защитника, провёл 6 матчей, мячей не забивал.